# Terror Squad
Para el disco de Artillery véase Terror Squad (álbum).
Terror Squad fue un grupo de rap, establecido en 1998, procedente del Bronx, Nueva York, conocida por sus miembros Big Pun y Fat Joe. La formación final lo componían Remy Ma, Armageddon, Prospect, Cuban Link, Triple Seis, Tony Sunshine, DJ Khaled y los productores musicales Cool and Dre. El Terror Squad original lo formaban Big Pun, Fat Joe, Cuban Link, Angie Martínez, Triple Seis, Sunkiss y Domingo.

## Historia
Su debut se produjo en 1999 con el álbum llamado Terror Squad: The Album. El tema "What Cha Gon Do" fue el primer éxito del grupo.
La tragedia llegó a la crew con la muerte de Big Pun por un ataque al corazón el 7 de febrero de 2000. Sus compañeros durante mucho tiempo, Cuban Link y Triple Seis, abandonaron inmediatamente el grupo tras su muerte. Acto seguido, Fat Joe firmó a Remy Martin y Tony Sunshine para reemplazarlos. Tras la muerte de Pun, Angie Martínez abandonó el grupo. Unas disputas entre Fat Joe y Cuban Link trajeron como resultado la marcha de este último, mientras que Triple Seis fue encarcelado, y Domingo y Sunkiss dieron comienzo a sus respectivas carreras en solitario en la música latina.
En 2004, grabaron su segundo álbum, True Story, en el que se incluía el éxito del verano, "Lean Back", producido por Scott Storch. Alcanzó las cotas más altas en Billboard Hot 100 y fue #24 en el Reino Unido. Se editó también un remix de la canción, junto a Lil' Jon, Mase y Eminem.
En el 2005 firmaron por Koch Records. Sin embargo el 2006 fue un año terrible para la formación; ya que Remy fue encarcelada acusada de disparara a alguien, Sunshine dejó el grupo para centrarse en su carrera en solitario y por último Joe se vio "obligado" a despedir a Armageddon y Prospect, argumentando que "se habían vuelto vagos". Todos estos motivos pusieron fin a Terror Squad como grupo.

## Discografía

### Álbumes
| Año  | Título | Posiciones | Posiciones |
| Año  | Título | US         | US R&B     |
| ---- | --- | ---------- | ---------- |
| 1999 | Terror Squad: The Album - Lanzado: 21 de septiembre de 1999 - Productora: Atlantic - Formato: CD, descarga digital, LP | 22         | 4          |
| 2004 | True Story - Lanzado: 27 de julio del 2004 - Productora: Universal - Formato: CD, descarga digital, LP                 | 7          | 1          |

### Singles
| Año                                               | Título                                                                  | Posiciones | Posiciones | Posiciones | Certificación | Álbum      |
| Año                                               | Título                                                                  | US         | US R&B     | US Rap     | Certificación | Álbum      |
| ------------------------------------------------- | ----------------------------------------------------------------------- | ---------- | ---------- | ---------- | ------------- | ---------- |
| 1999                                              | "Whatcha Gon' Do?" (Big Pun)                                            | —          | —          | —          |               | The Album  |
| 1999                                              | "Tell Me What U Want" (Fat Joe, Armageddon, Cuban Link & Tony Sunshine) | —          | —          | —          |               | The Album  |
| 2004                                              | "Yeah, Yeah, Yeah" (Remy Ma & Fat Joe)                                  | —          | 75         | —          |               | True Story |
| 2004                                              | "Lean Back" (Fat Joe & Remy Ma)                                         | 1          | 1          | 1          | - US: Oro     | True Story |
| 2004                                              | "Take Me Home" (Fat Joe, Tony Sunshine, Remy Ma & Armageddon)           | 62         | 22         | 19         |               | True Story |
| "—" denota que no alcanzó posición en las listas. |                                                                         |            |            |            |               |            |